# Cefamycyny

cefoksytyna

cefotetan

cefmetazol

Cefamycyny – grupa antybiotyków bakteriobójczych należących do antybiotyków beta-laktamowych, podgrupy cefemów. Mają strukturę podobną do cefalosporyn, jednak różnią się od nich obecnością grupy 7-metoksylowej oraz nie są wytwarzane przez Cephalosporium tylko przez Streptomyces.
Przedstawicielami tej grupy są:
- cefmetazol
- cefoksytyna
- cefotetan

## Mechanizm działania
Działają podobnie jak inne antybiotyki beta-laktamowe, czyli przez ingerencję w syntezę ściany komórkowej bakterii – hamują one tworzenie mostków łączących podjednostki peptydoglikanu w integralną całość. Proces ten jest katalizowany przez enzymy zwane białkami wiążącymi penicylinę (PBP) a antybiotyki beta-laktamowe są ich analogami substratowymi i łączą się z ich miejscem aktywnym inaktywując je.

## Zakres działania
Jest podobny jak cefalosporyn II generacji, z tym wyjątkiem, że cefamycyny działają również na beztlenowce.